# 메이테쓰나고야역
메이테쓰 나고야 역(名鉄名古屋駅, めいてつなごやえき)은 일본 아이치현 나고야시 나카무라구에 있는 철도역이다.

## 타는 곳
| 1   | ■ 나고야 본선 | 메이테쓰 이치노미야·메이테쓰 기후·가미오타이 이와쿠라·이누야마·신카이·쓰시마 방면            |
| 2·3 | ■ 나고야 본선 | 하차 전용 승강장 뮤스카이·쾌속특급·특급 특별차 승강장                                        |
| 4   | ■ 나고야 본선 | 진구마에·지류·히가시오카자키·도요하시 도요카와이나리·도코나메·주부 국제공항·고와·우쓰미 방면 |

## 역세권 정보
- 나고야역
- 긴테쓰 나고야 역
- 메이테쓰 백화점

## 역사
- 1941년 8월 12일: 신나고야역으로서 영업 개시. 승강장 형태는 혼합식 승강장 2면 3선이었음.
- 1954년 11월 25일: 승강장 형태를 혼합식 승강장 3면 2선으로 변경.
- 2005년 1월 29일: 역 명칭을 메이테쓰 나고야 역으로 변경.

## 인접역
| 나고야 철도 나고야 본선                   | 나고야 철도 나고야 본선                          | 나고야 철도 나고야 본선           |
| ----------------------------------------- | ------------------------------------------------ | --------------------------------- |
| NH 34 가나야마 도요하시 방면              | 뮤스카이·쾌속특급·특급                           | 고노미야 NH 47 메이테쓰 기후 방면 |
| NH 34 가나야마 도요하시 방면              | 뮤스카이·쾌속특급·특급 (이누야마 선에 직결 운행) | 이와쿠라 IY 07 신우누마 방면      |
| NH 34 가나야마 도요하시 방면              | 쾌속 급행                                        | 스카구치 NH 42 메이테쓰 기후 방면 |
| NH 34 가나야마 도요하시 방면              | 쾌속 급행 (이누야마 선에 직결 운행)              | 가미오타이 IY 03 신우누마 방면    |
| NH 34 가나야마 (일부 열차는 산노) 고 방면 | 급행·준급                                        | 사코 NH 37 메이테쓰 기후 방면     |
| NH 35 산노 이나 방면                      | 보통                                             | 사코 NH 37 메이테쓰 기후 방면     |